# Polo magnetico (astronomia)
In astronomia col termine polo si indica ciascuno dei due punti sulla superficie della Terra, detti Nord e Sud, verso i quali si orientano le estremità opposte dell'ago magnetico della bussola. Il campo magnetico, in corrispondenza dei poli, ha direzione verticale (un ago magnetico in prossimità del polo si orienterebbe quindi secondo questa direzione). I poli magnetici sono situati a distanza considerevole da quelli geografici.
Il primo ad individuare il polo nord magnetico fu James Clark Ross, esploratore e ufficiale di marina inglese, il 31 maggio 1831, che lo localizzò nella Boothia, una penisola del Canada settentrionale. In seguito (1904) il notissimo esploratore norvegese Roald Amundsen, rilevò che vi era stato uno spostamento verso il nord del polo magnetico, benché si trovasse localizzato sempre nella medesima penisola. Dal secondo dopoguerra il governo canadese effettua periodiche rilevazioni della posizione del polo nord magnetico: nel 1948 esso si trovava sull'estremità settentrionale dell'isola Principe di Galles. Nel 1972 nei pressi dell'isola di Bathurst, nel 1994 sull'Isola di Ellef Ringnes.
Il polo nord magnetico nel 2005 si trovava alle coordinate 82°42′N 114°24′W. Il Polo Sud Magnetico, invece, è presso la costa della Terra Adelia in Antartide, a circa 2600 km dal polo geografico; entrambi tuttavia si spostano col tempo, dando luogo a un fenomeno noto come migrazione dei poli, pur rimanendo sempre localizzati rispettivamente nelle regioni settentrionali e meridionali del globo. Nel corso della storia della Terra la polarità del campo magnetico terrestre si è periodicamente invertita.